# Ле Грације (Тревизо)
Ле Грације је насеље у Италији у округу Тревизо, региону Венето.
Према процени из 2011. у насељу је живело 462 становника. Насеље се налази на надморској висини од 9 м.